# SN 1999fr
SN 1999fr – supernowa typu II odkryta 3 listopada 1999 roku w galaktyce A232716+0003. W momencie odkrycia miała maksymalną jasność 23,70m.